# Point principal
 (septembre 2023).
Si vous disposez d'ouvrages ou d'articles de référence ou si vous connaissez des sites web de qualité traitant du thème abordé ici, merci de compléter l'article en donnant les références utiles à sa vérifiabilité et en les liant à la section « Notes et références ».

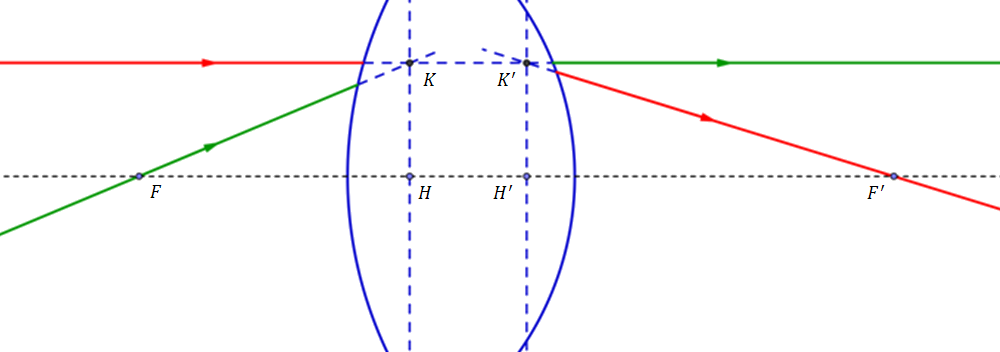
Position des points et plans principaux.

Dans un système optique, on appelle points principaux :
- le point principal objet, habituellement noté {\displaystyle H}, intersection entre l'axe optique et le plan principal objet,
- le point principal image, habituellement noté {\displaystyle H'}, intersection entre l'axe optique et le plan principal image.

On les utilise notamment pour définir les distances focales objet et image définies par la distance entre le point principal et le foyer correspondant : {\displaystyle f={\overline {HF}}} et {\displaystyle f'={\overline {H'F'}}}.
La notation H vient de l'allemand : Hauptpunkt pour « point principal »  et Hauptebene pour « plan principal ».
La distance {\displaystyle {\overline {HH'}}} entre les points {\displaystyle H} et {\displaystyle H'} est appelée interstice : elle peut être positive ou négative ou nulle.